# Gerard Schellekens
Gerardus Schellekens (Tilburg, 14 mei 1867 – aldaar, 15 maart 1952) was een Nederlands organist, pianist, (koor)dirigent, zang- en pianopedagoog, pianofabrikant en componist.
Hij was zoon van landbouwer Antonij Schellekens en Joanna van Roozendaal. Hijzelf was sinds 1911 getrouwd met Geertruida Maria Anthonia van Mierlo.
Zijn opleiding kreeg hij van de plaatselijk organist, kerkkoordirigent en muziekleraar Willem Reijniers. Dat ging dermate goed dat hij op veertienjarige leeftijd organist werd van de Mariakerk in Tilburg. 
In 1898 werd hij organist van de Noordhoekse kerk; een functie die hij tot zijn dood zou vervullen. In 1901 haalde hij als pianoleraar de Nederlandse pers; hij moest getuigen tijdens de verhoren bij de moord op Marietje Kessels, een leerlinge van hem. 
In 1908 werd hij als opvolger van zijn leraar dirigent van het "Mannenkoor St. Caecilia" te Tilburg. In 1911 richtte hij nog een eigen koor op in zijn geboortestad: "Mannenkoor La Renaissance". 
In 1909 begon hij met lesgeven aan het Muziekschool Factorium Tilburg. 
Van 1913 tot 1945 was hij betrokken bij de door hem geïnitieerde Zuid-Nederlandse Pianofabriek; eerst aan de Industriestraat, vanaf 1925 aan de Noordstraat 79/Fabriekstraat.
Schellekens schreef tal van werken voor koormuziek, liederen en werken voor pianosolo.
Zijn werk Voor vaderland en koninginne voor vierstemmig mannenkoor kreeg volgens de Letzergids een tweede druk. Vier bruidegoms, komische scène voor vier heren, kreeg een vierde druk. 
Andere te noemen werken zijn een Sursum corda XVIII Cantus varii (derde druk), Ave Regina Caelorum en een Salve Regina.
Gerard Schellekens werd onderscheiden met Pro Ecclesia et Pontifice. 